# 阿森纳女子足球俱乐部
阿森纳女子足球俱乐部（英語：Arsenal Women Football Club，前名Arsenal Ladies Football Club），是英格蘭一間女子足球會，為阿仙奴的屬會。成立於1987年，先後贏得3次英格蘭足球總會女子超級聯賽、12次英格蘭女子超級聯賽、14次英格蘭女子足總盃及10次英格蘭女子聯賽盃、7次英格兰女子超级联赛杯、5次英格兰女子社区盾、2次欧洲女子联盟杯。

## 歷史
阿仙奴女子隊於1987年由男子隊的裝備經理维克·阿克斯成立，他一直為女子隊的領隊，直至他2009年離任。在1991-92年賽季，
球隊贏得首項重要錦標──英格蘭女子聯賽盃（Women's League Cup）。同年更成為英格蘭女子足球超級聯賽的創始成員，並奪得首屆冠軍。直至2010年，阿仙奴女子隊已在17個球季中奪得12屆聯賽冠軍，另外3屆以聯賽次名完成賽季。球隊更於2004年至2010年連續贏得7次聯賽冠軍。
截至2008年，阿仙奴女子隊曾奪得14次英格蘭女子足總盃冠軍及10次英格蘭女子聯賽盃冠軍，包括於1992-93賽季、1994-95賽季、2000-01賽季、2003-04賽季、2005-06賽季、2006-07賽季、2007-08賽季及2008-09賽季八度成為雙料冠軍；1992-93賽季、2000-01賽季、2006-07賽季及2008-09賽季更成為本土三冠王。球隊曾7次代表英格蘭參加欧洲女子冠军联赛，在2002-03賽季和2004-05賽季更打入四強的賽事。
2006-07賽季是阿仙奴女子隊歷來成績最輝煌的一個球季，不單奪得全部三項本土錦標賽冠軍，更加首次贏得欧洲女子联盟杯，在決賽兩回合累計以1比0擊敗瑞典球隊于默奥，成為首支獲得歐洲競賽錦標的英國女子隊。此外，球隊亦贏得當屆的英格蘭女子社區盾和倫敦郡女子足總盃，成為六冠王。其對手大部份為職業球員，而大部分阿仙奴球員本身另有全職工作。另外，阿仙奴在同季超級聯賽中22場比賽獲得全勝，射入119球而僅失10球。為表揚這些成就，英格蘭體育記者協會於2007年頒發「體育記者協會委員會獎」（SJA Committee Award）予阿仙奴女子隊。 
2007-08年賽季，阿仙奴女子隊未能成功衛冕其歐洲賽季，於八強被里昂女子隊淘汰出局。阿仙奴女子隊亦於英格蘭女子聯賽盃決賽以0比1不敵勁敵，結束長達58場的連勝紀錄。球季結束時阿仙奴仍然獲得好成績，在聯賽20勝2和不敗，於4月24日4比1反勝後成為聯賽「五連冠」，而球隊在5月5日於英格蘭女子足總盃決賽以4比1擊敗列斯卡內基贏得錦標。 
阿仙奴女子隊於2008-09賽季的其中一場聯賽中，以0比3不敵愛華頓，終止了108場不敗紀錄。上次在聯賽落敗已是2003年10月16日負於。在這段不敗期間，阿仙奴在2005年11月到2008年4月間獲得51場連勝的紀錄。球隊仍能在賽季完結時成為三冠王。賽季完結後，執教長達22年维克·阿克斯退休，由前蘇格蘭女子青年隊發展總監托尼·热尔韦斯接任。2010年2月，热尔韦斯於上任8個月後辭職。阿仙奴女子預備隊的教練勞拉·哈維接任教練一職，热尔韦斯則轉任執教阿仙奴女子預備隊。
2011年，阿仙奴女子隊成為英格蘭足球總會女子超級聯賽的創始球隊，並贏得首個錦標，連續8年贏得英格蘭的聯賽錦標，獲得參加欧洲女子冠军联赛的資格。
2013年2月1日，雪萊·克爾接任女子隊領隊的職位，贏得兩個盃賽冠軍，聯賽亦以第3名完成。2014年，球隊在聯賽開季4場比賽只獲1分，亦意外落敗予雷丁女子隊後，克爾決定辭職。
2013年起，車路士及曼城女子隊的崛起令阿仙奴女子隊失去優勢，多年未能晉身聯賽首兩名以參加欧洲女子冠军联赛，直至2018-19賽季重奪聯賽冠軍才得以參加2019-20賽季欧洲女子冠军联赛的。
2019-20賽季女子聯賽由於2019冠狀病毒病疫情被迫腰斬，阿仙奴女子隊再次以第三名完成賽季。於欧洲女子冠军联赛的賽事八強以1-2不敵巴黎聖日耳曼女子足球俱樂部而出局。
在乔·蒙特穆罗辞职后，俱乐部任命乔纳斯·艾德威尔为阿森纳的主教练。2022年9月24日，在酋长球场举行的北伦敦德比记录了47,367人入场，这是WSL比赛有史以来的最高人数入场。阿森纳以4比0赢得了比赛。2023年3月5日，阿森纳在女子联赛杯决赛中以3比1击败切尔西，赢得了他们自2019年以来的第一个奖杯。2024年3月31日，阿森纳再次闯进女子联赛杯决赛以1比0战胜切尔西卫冕成功。在2023-24赛季，酋长球场的WSL入场记录三次被打破，9月对阵利物浦的人数为54,115人，切尔西在12月以59,042人，紧随其后的是曼联在2月份的60,160人。3月，阿联酋再次以60,050人名观众在对阵托特纳姆热刺的北伦敦德比比赛中售罄，成为WSL历史上第二大观众。 
2024年10月15日，在2024-25赛季，乔纳斯·艾德瓦爾在一系列糟糕的成绩和球迷的审查后辞去了阿森纳主教练的职务。同一天，宣布前荷兰国家球员Renée Slegers从助理教练晋升为一线队临时主教练。2025年1月17日，Renee Slegers被宣布为永久主教练，直到2025/26赛季结束。2025年4月27日，阿森纳在以5比3的总比分击败里昂后，获得了18年来首次参加欧洲女子冠军联赛决赛的资格。在5月24日的决赛中，阿森纳以1-0击败巴塞罗那，赢得了他们的第二个冠军联赛冠军。

## 球員
阿仙奴女子隊同時運作一支主要由足球學院球員組成的預備隊

## 球隊陣容

### 現役球員
註釋：國旗表示球員在國際足聯資格規則定義的國家隊。球員可能擁有一個以上非國際足聯國籍。
| 號碼 |          | 位置 | 球員                                        |
| ---- | -------- | ---- | ------------------------------------------- |
| 1    | 奥地利   | 门将 | 曼努埃拉·津斯伯格（Manuela Zinsberger）     |
| 2    | 美国     | 后卫 | 艾蜜莉·福克斯（Emily Fox）                  |
| 3    | 英格兰   | 后卫 | 洛特·伍本-莫伊（Lotte Wubben-Moy）          |
| 5    | 西班牙   | 后卫 | 萊雅·科迪納（Laia Codina）                  |
| 6    | 英格兰   | 后卫 | 利亞·威廉森（Leah Williamson）（副隊長）    |
| 7    | 澳大利亚 | 后卫 | 史蒂芙·卡特利（Steph Catley）               |
| 8    | 西班牙   | 前锋 | 瑪麗歐娜·卡爾登泰（Mariona Caldentey）      |
| 9    | 英格兰   | 前锋 | 貝絲·米德（Beth Mead）                      |
| 10   | 蘇格蘭   | 中场 | 金·利特爾（Kim Little）（隊長）             |
| 11   | 爱尔兰   | 后卫 | 凱蒂·麥凱布（Katie McCabe）（第3隊長）      |
| 12   | 挪威     | 中场 | 弗麗達·馬努姆（Frida Maanum）               |
| 13   | 瑞士     | 中场 | 莉娅·韦尔蒂（Lia Wälti）（第4隊長）         |
| 14   | 荷兰     | 门将 | 達芙妮·范多姆塞拉爾（Daphne van Domselaar） |

| 號碼 |          | 位置 | 球員                                        |
| ---- | -------- | ---- | ------------------------------------------- |
| 16   | 瑞典     | 前锋 | 羅莎·卡法吉（Rosa Kafaji）                  |
| 17   | 瑞典     | 前锋 | 莉娜·胡蒂格（Lina Hurtig）                  |
| 18   | 英格兰   | 前锋 | 克洛伊·凱利（Chloe Kelly）（外借自曼城）    |
| 19   | 澳大利亚 | 前锋 | 凯特琳·富德（Caitlin Foord）                |
| 21   | 荷兰     | 中场 | 維多利亞·佩洛娃（Victoria Pelova）          |
| 22   | 美国     | 后卫 | 珍娜·奈斯旺格（Jenna Nighswonger）          |
| 23   | 英格兰   | 前锋 | 艾莉西亞·羅素（Alessia Russo）              |
| 25   | 瑞典     | 前锋 | 斯蒂娜·布拉克斯特紐斯（Stina Blackstenius） |
| 28   | 瑞典     | 后卫 | 阿曼达·伊莱斯泰特（Amanda Ilestedt）        |
| 32   | 澳大利亚 | 中场 | 凱拉·庫尼-克羅斯（Kyra Cooney-Cross）       |
| 40   | 英格兰   | 门将 | 娜歐蜜·威廉斯（Naomi Williams）             |
| 62   | 英格兰   | 后卫 | 凱蒂·里德（Katie Reid）                     |

### 外借球員
註釋：國旗表示球員在國際足聯資格規則定義的國家隊。球員可能擁有一個以上非國際足聯國籍。
| 號碼 |        | 位置 | 球員                                                                  |
| ---- | ------ | ---- | --------------------------------------------------------------------- |
|      | 奥地利 | 后卫 | 勞拉·維恩霍伊特（Laura Wienroither）（外借至曼城直到2025年6月30日）   |
|      | 英格兰 | 后卫 | 蒂雅·戈爾迪（Teyah Goldie）（外借至倫敦城雌獅直到2025年6月30日）      |
|      | 英格兰 | 前锋 | 薇薇安·利亞（Vivienne Lia）（外借至南安普敦直到2025年6月30日）        |
|      | 英格兰 | 中场 | 芙蕾雅·戈弗雷（Freya Godfrey）（外借至倫敦城雌獅直到2025年6月30日）   |
|      | 英格兰 | 前锋 | 蜜雪兒·阿格耶芒（Michelle Agyemang）（外借至布萊頓直到2025年6月30日） |
|      | 英格兰 | 中场 | 萊拉·哈伯特（Laila Harbert）（外借至南安普敦直到2025年6月30日）       |
|      | 英格兰 | 中场 | 麥蒂森·厄爾（Madison Earl）（外借至謝菲爾德聯直到2025年6月30日）      |

## 主場球場

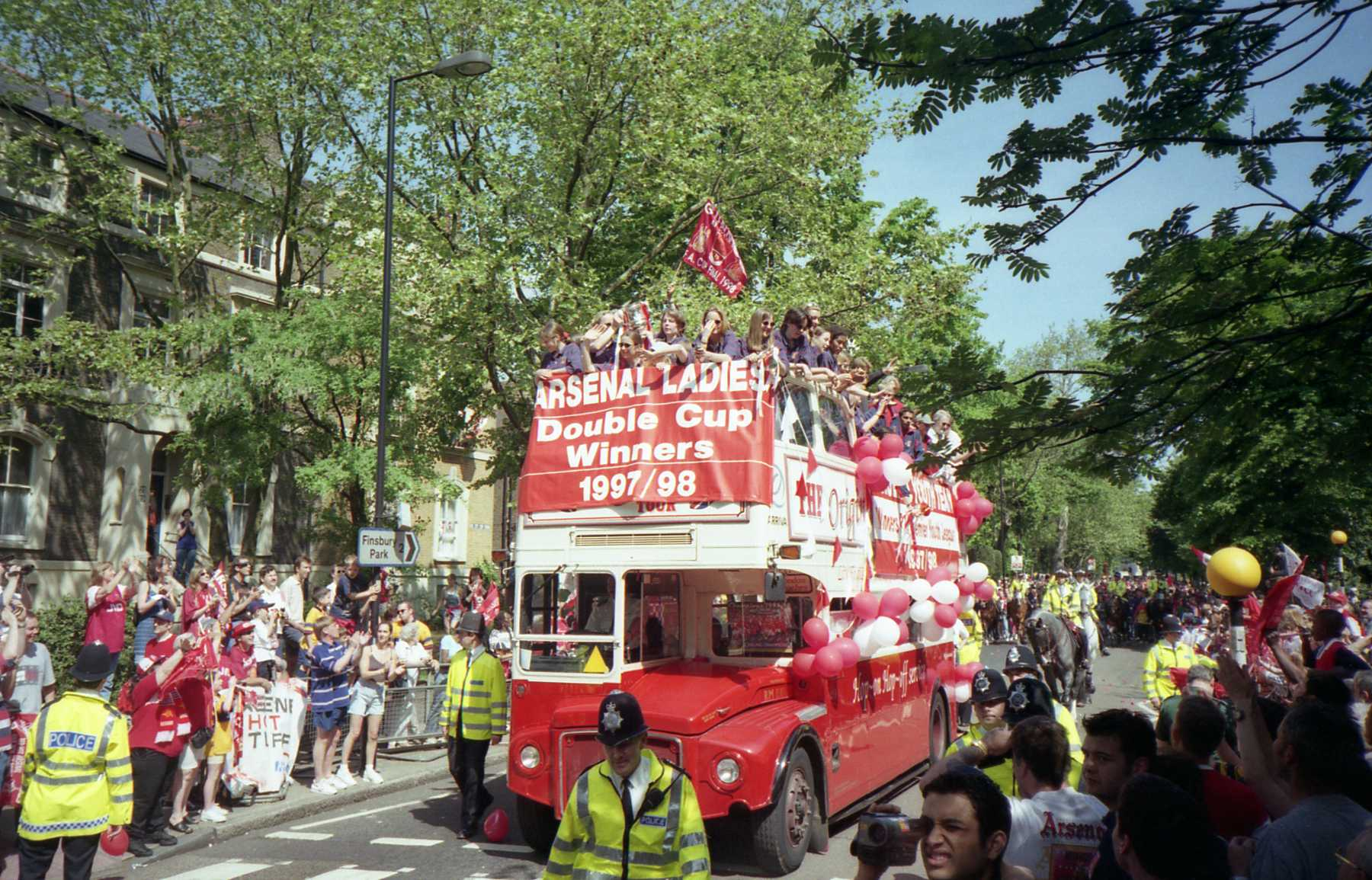
1998年，正在慶祝成為雙冠王的阿仙奴女子隊

阿仙奴女子隊以英格蘭足球全國聯賽 (第一級)球會的主場美度公園球場作為球隊主場，可容納約4,000名觀眾。在欧洲女子冠军联赛舉行時，亦以此作為主場。間中，女子隊能以酋長球場作為主場出賽。

## 與阿仙奴的連繫
阿仙奴女子隊獲得阿森纳的全力支持
有部分女子隊職員是由男子隊聘請以協助發展及協調女子隊和足球學院。雙方的連繫十分緊密，共同分享阿聯酋航空及阿迪达斯、卢旺达旅游局的贊助。阿仙奴女子隊亦間中被批准使用阿仙奴的主場作賽，包括前主場高貝利球場和酋長球場。

## 榮譽
- 歐洲女子聯賽冠軍盃：2

2006–07, 2024–25
- 英格蘭足球總會女子超級聯賽：3

2011, 2012, 2018–19
- 英格蘭女子足球超級聯賽：12（紀錄）

1992–93, 1994–95, 1996–97, 2000–01, 2001–02, 2003–04, 2004–05, 2005–06, 2006–07, 2007–08, 2008–09, 2009–10
- 英格蘭女子足總盃：14（紀錄）

1992–93, 1994–95, 1997–98, 1998–99, 2000–01, 2003–04, 2005–06, 2006–07, 2007–08, 2008–09, 2010–11, 2012–13, 2013–14, 2015–16
- 英格兰女子联赛杯：10（紀錄）

1991–92, 1992–93, 1993–94, 1997–98, 1998–99, 1999–00, 2000–01, 2004–05, 2006–07, 2008–09
- 英格兰女子超级联赛杯: 7（紀錄）

2011, 2012, 2013, 2015, 2017–18, 2022–23, 2023–24
- 英格蘭女子社區盾：5（紀錄）

2000–01, 2001–02, 2005–06, 2006–07, 2008–09

## 外部連結
- （英文） 阿森纳女子足球俱乐部官方网站 （页面存档备份，存于）
- （英文） 歐洲足協簡介 （页面存档备份，存于）